# Vol. 8: The Threat Is Real
Vol. 8: The Threat Is Real är det amerikanska thrash metal-bandet Anthrax åttonde studioalbum. Albumet producerades av Paul Crook tillsammans med Anthrax och gavs ut 21 juli 1998 av skivbolaget Ignition Records. Försäljningsframgångarna blev måttliga med en placering som nummer 118 på Billboardlistan.
Efter att Dan Spitz lämnat bandet ett par år tidigare hade Anthrax inte haft någon fast andre gitarrist. Paul Crook spelar på en del av spåren och albumet gästas också av Dimebag Darrell från Pantera på "Inside Out" och "Born Again Idiot". Även sångaren i Pantera, Phil Anselmo, bidrar med bakgrundssång på "Killing Box". På det dolda spåret "Pieces" är det basisten Frank Bello som sjunger. En begränsad europeisk utgåva innehåller som bonusspår "Giving the Horns" före det dolda spåret "Pieces". I september 2003 återutgavs "Vol. 8" av Sanctuary Records då med bonusspåren "Giving the Horns" "The Bends" (Radiohead-cover) och "Snap/I'd Rather Be Sleeping" (D.R.I.-cover). 

## Låtlista
1. "Crush" (John Bush, Scott Ian, Charlie Benante) – 4:21
2. "Catharsis" (Bush, Ian, Benante, Bello) – 4:53
3. "Inside Out" (Bush, Ian, Benante) – 5:31
4. "P & V" (Bush, Ian, Benante) – 3:12
5. "604" (Bush, Ian, Benante) – 0:35
6. "Toast to the Extras" (Bush, Ian, Benante) – 4:24
7. "Born Again Idiot" (Bush, Ian, Benante) – 4:17
8. "Killing Box" (Bush, Ian, Benante) – 3:37
9. "Harms Way" (Bush, Ian, Benante) – 5:13
10. "Hog Tied" (Bush, Ian, Benante) – 4:36
11. "Big Fat" (Bush, Ian, Benante) – 6:01
12. "Cupajoe" (Bush, Ian, Benante) – 0:46
13. "Alpha Male" (Bush, Ian, Benante) – 3:05
14. "Stealing from a Thief" + "Pieces" (bonusspår) (Bush, Ian, Benante) – 13:02

## Banduppsättning
- Scott Ian - rytmgitarr
- Charlie Benante - trummor
- Frank Bello - bas, sång
- John Bush - sång

### Övriga medverkande
- Phil Anselmo (Pantera) - sång
- Dimebag Darrell (Pantera) - gitarr
- Paul Crook - gitarr, produktion